# عايدة نيرسيسيان
عايدة نيرسيسيان (أرمنية: Ներսիսյան Ներսիսյան ،6 أكتوبر 1948، يريفان، أرمينيا )، مذيعة أرمنية.

## السيرة الذاتية
ولدت عايدة نيرسيسيان في يريفان. انتهت من مدرسة ليفون أريسيان رقم 127 في يريفان، ومن 1966 إلى 1971 درست في قسم اللغة في جامعة يريفان الحكومية، وتخصصت في اللغة والأدب الأرمينية. [بحاجة لمصدر]
وابتداء من عام 1971، عملت نرسسيان في شركة التلفزيون العام في أرمينيا كمذيعة. عملت في صناعة التلفزيون لمدة 30 عامًا، وقدمت برامج إخبارية وبرامج عن الفنون والسينما والأدب والموسيقى، فضلاً عن البرامج التعليمية. في عام 1987 تم منحها مؤهلاً لمذيعة بارزة.
أعدت نيرسيسيان مذيعين مثل غريغور هاروتيونيان وسيرفارد غزاريان.
خلال سنوات، عندما عملت في شركة التلفزيون، قدمت نيرسيسيان سلسلة من البرامج التعليمية المسماة كلاسيكيات الأدب الأرمني. تم تكييف هذه الجلسات مع المناهج الدراسية لضخ الوطنية وحب الأدب في الطلاب، ومساعدتهم على تحسين لغتهم والتحدث بلغة أرمنية واضحة. في عام 2001 تم تسريح نيرسيسيان من العمل. من 2001 إلى 2009 عملت في راديو VEM كمذيعة.

## النشاط الاجتماعي

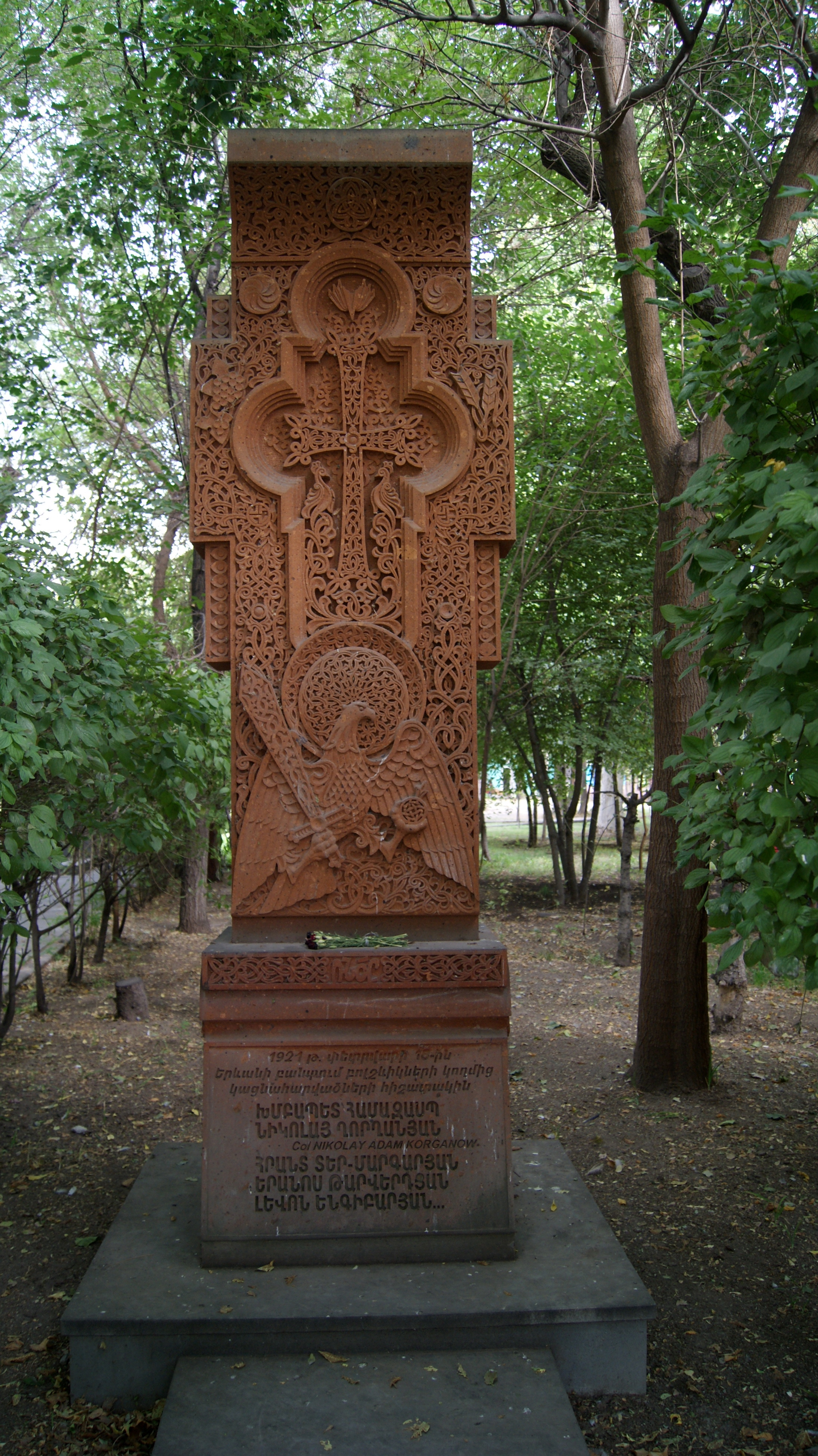
نصب تذكاري لخاشكار لذبح الأرمن في سجن يريفان وضعت بمبادرة من عايدة نيرسيسيان

بعد انهيار الاتحاد السوفييتي، أجرت نيرسيسيان أبحاثًا لسنوات عديدة في أرشيفات أرمينيا وجورجيا من تلقاء نفسها، بهدف جمع المعلومات والوثائق والمواد حول الجيش الأرميني المميّز الذي ذُبح بمحاور من قبل البلاشفة في السجن يريفان ليلة بين 17 و 18 فبراير 1921. [بحاجة لمصدر] بدعم من وزارة الدفاع الأرمنية، قامت نرسيسيان بتأليف ونشر دليلًا بعنوان «كتاب الجندي» وأعدت فيلمًا وثائقيًا عن أحد هؤلاء الأبطال المذبوحين، قائد فوج الفرسان في معركة غاراكيليزا، العقيد نيكولاي غورغانيان. وبصرف النظر عن ذلك، فقد وجدت المكان الذي دفن هؤلاء الأبطال (سابقا بارك الشباب الشيوعيين، والآن الحديقة الإنجليزية). في وقت لاحق نصب تذكاري هناك لأبطال الشهداء. [بحاجة لمصدر]